# Aleksandr Jefimkin

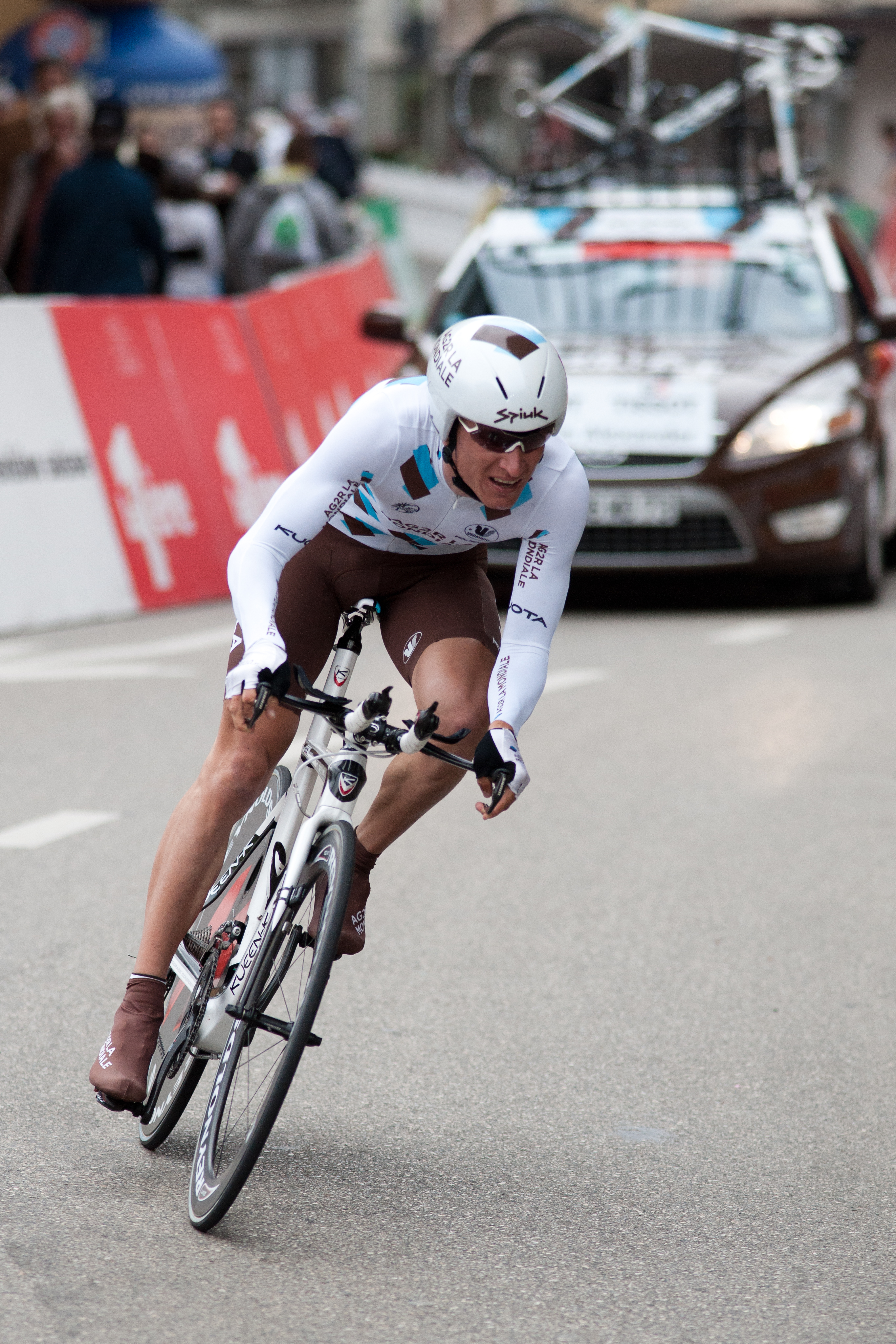
Aleksandr Jefimkin tar en kurva på etapp 3 under 2010 års Romandiet runt.

Aleksandr Aleksandrovitj Jefimkin, ryska: Александр Александрович Ефимкин, född 2 december 1981 i Samara, är en rysk professionell tävlingscyklist.

## Karriär
Aleksandr Jefimkin blev professionell 2006 med det brittiska Professional Continental-stallet Barloworld och tävlade med dem fram till och med slutet av 2007. Under 2008 tävlade han för UCI ProTour-stallet Quick Step-Innergetic, men året därpå blev han kontrakterad av Ag2r-La Mondiale med vilka även hans tvillingbror Vladimir Jefimkin tävlar.
Jefimkin vann Settimana Ciclista Lombarda och det sydafrikanska loppet Giro del Capo under 2007.
Under sin första säsong i det belgiska UCI ProTour-stallet Quick Step-Innergetic slutade Jefimkin trea på etapp 19 under Giro d'Italia 2008 strax efter vitryssen Vasil Kiryjenka och italienaren Danilo Di Luca. Tidigare på säsongen slutade han på tionde plats i Paris–Nice slutställning, tre minuter och 21 sekunder efter Davide Rebellin som vann tävlingen.
I april 2009 slutade Aleksandr Jefimkin trea på Paris-Camembert Lepetit bakom fransmännen Jimmy Casper och Romain Feillu. Han slutade på sjunde plats på etapp 4 av Schweiz runt. På etapp 15 av Vuelta a España 2009 slutade ryssen på nionde plats.

## Privatliv
Aleksandr Jefimkins tvillingbror Vladimir tävlar för UCI ProTour-stallet Ag2r-La Mondiale.

## Meriter
2005
1:a, etapp 3, Volta a Portugal
2006
2:a, Nationsmästerskapens linjelopp
3:a, Volta ao Alentejo
2007
1:a, Settimana Ciclista Lombarda
Etapp 3
1:a Giro del Capo
Etapp 3
99:e, Tour de France
2008
3:a, etapp 19, Giro d'Italia
10:a, Paris-Nice
2009
3:a, Paris-Camembert Lepetit
2011
1:a, Turkiet runt

## Stall
- Barloworld 2006–2007
- Quick Step-Innergetic 2008
- Ag2r-La Mondiale 2009–2010
- Team Type 1-Sanofi 2011–